# Taisei (Ryūkyū)
Taisei (大成, r. 1299-1309) est un roi des îles Ryūkyū.
Il est le deuxième de la lignée de monarques Eisō; c'est-à-dire que son père est le roi Eisō et son fils le roi Eiji. Les années du règne de Taisei à Shuri sont sans incident
Taisei est le grand-père de Tamagusuku, qui deviendra le premier monarque du royaume de Chūzan dans le centre d'Okinawa.

## Source de la traduction
- (en) Cet article est partiellement ou en totalité issu de l’article de Wikipédia en anglais intitulé « Taisei (Ryukyu) » (voir la liste des auteurs).